# Gulp
gulp – darmowy i otwarty zestaw narzędzi do budowania aplikacji opartych na języku JavaScript. Został stworzony w 2013 roku przez Erica Schoffstalla, jako system strumieniowego przetwarzania plików wspomagającego tworzenie aplikacji internetowych. 
Jest to moduł do uruchamiania zadań oparty na Node.js i npm, wykorzystywany do automatyzacji czasochłonnych i powtarzalnych zadań związanych z tworzeniem stron internetowych, takich jak minifikacja, konkatenacja, pomijanie pamięci podręcznej (cache busting), testowanie jednostkowe, linting, optymalizacja itp. 

## Przegląd
Biblioteka gulp to narzędzie do budowania w JavaScript zbudowane na strumieniach Node.js. Strumienie te ułatwiają połączenie operacji na plikach za pomocą potoków. Biblioteka czyta dane z systemu plików i przesyła je z jednej wtyczki do drugiej za pośrednictwem funkcji .pipe(). W wyniku wszystkich operacji zazwyczaj tworzone są nowe pliki, ale ostatecznie mogą być też podmieniane oryginały, przy czym dzieje się to dopiero po przetworzeniu wszystkich wtyczek. Daje to możliwość wykonywania złożonych zadań poprzez łączenie wielu wtyczek. Użytkownicy mogą również pisać własne wtyczki, aby zdefiniować własne zadania. 
W przeciwieństwie do innych podobnych programów gulp nie ma uproszczonego pliku konfiguracyjnego (jak np. Webpack) i do zdefiniowania zadań wymagana jest podstawowa znajomość JavaScript. Daje to jednak możliwość łatwiejszego dostosowania procesu budowania aplikacji do własnych potrzeb. 

## Sposób działania
Zadania gulp są uruchamiane z wiersza poleceń (CLI) i wymagają dwóch plików. 
- package.json -- używany do instalowania zależności przez npm (w tym wtyczek dla gulp) -- devDependencies.
- gulpfile.js (lub po prostu gulpfile ) -- główny plik zawierający definicje zadań. Tu ładowane są moduły i zazwyczaj tutaj znajduje się logika wykonania zadań.

Zgodnie z przyjętą konwencją pliki te znajdują się zazwyczaj w głównym folderze kodu źródłowego danego pakietu. 
Zadanie domyślne jest uruchamiane przez uruchomienie polecenia gulp w folderze projektu. Poszczególne zadania mogą być zdefiniowane przez gulp.task i są uruchamiane przez polecenie: gulp <task> <othertask>.